# Bretteville-du-Grand-Caux
Bretteville-du-Grand-Caux es una comuna francesa situada en el departamento de Sena Marítimo, en la región de Normandía.

## Demografía
| 990 | 871 | 774 | 874 | 1006 | 1134 | 1353 |
| Para los censos de 1962 a 1999 la población legal corresponde a la población sin duplicidades (Fuente: INSEE [Consultar]) |     |     |     |      |      |      |